# BASE (motore di ricerca)
BASE (Bielefeld Academic Search Engine) è un motore di ricerca multidisciplinare per risorse Internet accademiche, creato dalla Biblioteca dell'Università di Bielefeld in Germania. Si basa su software gratuito e open source come Apache Solr e VuFind. Esso raccoglie metadati OAI da archivi istituzionali e da altre biblioteche digitali accademiche che aderiscono all'Open Archives Initiative (OAI-PMH), e poi normalizza e indicizza i dati per la ricerca. Oltre ai metadati OAI, la biblioteca indicizza siti web selezionati e raccolte di dati locali, che possono essere tutti ricercati tramite un'unica interfaccia di ricerca.
Gli utenti possono cercare metadati bibliografici inclusi gli abstract, se disponibili. Tuttavia, BASE attualmente non offre la ricerca full-text. Differisce dai motori di ricerca commerciali in diversi modi, inclusi i tipi di risorse che cerca e le informazioni che offre sui risultati che trova. I risultati possono essere ristretti utilizzando i menu a tendina. I dati bibliografici sono forniti in diversi formati e i risultati possono essere ordinati per più campi, ad esempio per autore o anno di pubblicazione.
I servizi non commerciali possono integrare la ricerca BASE gratuitamente utilizzando un'API. BASE diventa una componente sempre più importante delle iniziative open access che si occupano di migliorare la visibilità delle proprie collezioni di archivi digitali.
Il 6 ottobre 2016 BASE ha superato la soglia dei 100 milioni di documenti avendo indicizzato 100.183.705 documenti provenienti da 4.695 fonti di contenuto.